# Ezgi Dilik
Ezgi Dilik (Ankara, 12 de juny de 1995) és una jugadora de voleibol turca. Inicia la seva carrera en els equips juvenils d'Eczacıbaşı SK i "Vakıfbank Galatasaray" i després ha jugat en equips de la Lliga turca com Fenerbahçe, Sarıyer Belediyespor i Eczacıbaşı. També és integrant de la selecció turca.